# Joy Division
Joy Division (рус. Джой Дивижн; МФА: /ʤɔɪ dɪˈvɪʒən/) — британская рок-группа, образовавшаяся в Солфорде в 1976 году. Коллектив состоял из вокалиста, ритм-гитариста и автора песен Иэна Кёртиса, лид-гитариста и клавишника Бернарда Самнера, бас-гитариста Питера Хука и барабанщика Стивена Морриса.
Самнер и Хук сформировали группу после знакомства на концерте Sex Pistols в июне 1976 года. Первые записи Joy Division были вдохновлены панк-роком, однако группа вскоре развила собственный стиль, став одной из первопроходцев жанра пост-панк. Их дебютный мини-альбом An Ideal for Living привлёк внимание телеведущего из Манчестера Тони Уилсона, который подписал коллектив на свой инди-лейбл Factory Records, а в 1979 году был выпущен Unknown Pleasures, первый полноформатный альбом группы.
Фронтмен Иэн Кёртис боролся с личными проблемами, включая неудачный брак, депрессию и эпилепсию. В то время как популярность группы росла, состояние Кёртиса ухудшалось; Ему стало сложнее выступать из-за частых судорожных приступов на сцене. В возрасте 23 лет он покончил жизнь самоубийством накануне первого турне группы по Северной Америке в мае 1980 года. Второй и последний альбом Joy Division, Closer, был выпущен два месяца спустя после смерти Кёртиса; вместе с неальбомным синглом «Love Will Tear Us Apart», пластинка заняла высокие позиции в международных чартах.
В период с июля по октябрь 1980 года оставшиеся участники, к которым присоединилась Джиллиан Гилберт, перегруппировались в группу New Order, где добились успеха в течение следующего десятилетия, сочетая пост-панк с электронной и танцевальной музыкой. В 2023 году и Joy Division, и New Order были номинированы как один коллектив в Зал славы рок-н-ролла.

## История

### Формирование группы
4 июня 1976 года друзья детства Бернард Самнер и Питер Хук порознь друг от друга посетили шоу Sex Pistols в Манчестерском Малом зале свободной торговли, и оба вдохновились выступлением. Самнер сказал, что он чувствовал, будто Pistols «разрушили миф о поп-звезде, о том, что музыкант — это своего рода бог, которому нужно поклоняться». На следующий день Хук занял у матери 35 фунтов, чтобы купить бас-гитару. Они сформировали группу с Терри Мейсоном, который также присутствовал на концерте; Самнер купил гитару, а Мейсон барабанную установку. После того, как их школьный друг Мартин Грести отклонил приглашение присоединиться в качестве вокалиста после получения работы на фабрике, группа разместила объявление о поиске вокалиста в магазине Virgin Records. Иэн Кёртис, который знал их по предыдущим выступлениям, откликнулся, и его наняли без прослушивания. Самнер сказал: «Я знал, что с ним получится поладить, и именно на этом мы основывали всю группу. Если нам кто-то нравился, он был в составе».
Менеджер Buzzcocks Ричард Бун и вокалист Пит Шелли предложили название Stiff Kittens для начинающего коллектива, но незадолго до своего первого концерта группа остановилась на Warsaw; на выбор повлияла песня Дэвида Боуи «Warszawa» с альбома Low. Дебютный концерт Warsaw состоялся 29 мая 1977 года в Electric Circus при поддержке Buzzcocks, Penetration и Джона Купера Кларка.
Первые несколько месяцев 1977 года были отданы написанию песен и интенсивным репетициям в солфордском пабе. Группа училась на пластинках The Velvet Underground, Игги Попа, Дэвида Боуи и Kraftwerk. Первые концерты, и дебютный альбом Siouxsie and the Banshees также повлияли на Joy Division, «за их необычный способ играть на гитаре и барабанах». С ними также иногда играл Терри Мейсон, пытавшийся выучиться на барабанах. Став достаточно уверенными в себе, коллектив начал искать возможности для выступлений перед публикой, не имея ещё ни названия, ни постоянного барабанщика. Такой шанс предоставился им 29 мая 1977 года в составе групп поддержки концерта Buzzcocks в манчестерском зале «Electric Circus». За день до концерта был найден барабанщик — Тони Табак — Мейсон же, так и не сумев овладеть барабанами, стал неофициальным менеджером группы. С подачи певца Buzzcocks Питера Шелли, группа Самнера, Хука и Кёртиса получила на этом концерте название Stiff Kittens («обдолбанные котята»; официально группа так никогда не называлась); в длинном перечне исполнителей концерта они занимали последнее место и были почти не замечены. Это первое публичное выступление вынудило музыкантов найти себе название. Было выбрано Warsaw, формально вдохновлённое композицией «Warszawa» c последнего на тот момент альбома Боуи, при этом оно также вызывало у членов группы тоталитаристские ассоциации с Второй мировой войной и блоком стран Варшавского договора (также рассматривались названия Pogrom и Gdansk).
После нескольких концертов в местных пабах в июне 1977 барабанщик Табак ушёл, ему нашли замену в лице Стива Бразердейла, который тоже долго не продержался, но успел тем не менее сделать первую студийную запись с группой. Группа поместила объявление в газету о поиске барабанщика; на него в середине июля откликнулся 19-летний Стивен Моррис. Кёртис вспомнил его, так как Стивен ходил в ту же школу, что и он; довольно скоро они оба нашли общий язык. Моррис обладал широким диапазоном музыкальных вкусов, его немного «метрономный» стиль игры напоминал по стилю скорее краут-рок, чем панк-рок. C приходом Морриса комплектование коллектива было закончено.

### Первые записи
18 июля 1977 года Warsaw отправились в студию в Олдеме (предместье Манчестера) сделать свою первую демонстрационную запись. Были записаны пять песен, ни одна из которых официально не выпущена и позже не была перезаписана. Песни были рудиментарным орущим панк-роком, ничем не похожим на последующее творчество группы; Кёртис ещё не нашёл свой голос; единственным ключом к будущему стилю группы была бас-гитара Хука, которая уже явно выделялась на общем шумовом фоне. «Первые репетиции Warsaw по звуку и сути более всего напоминали автомобильную катастрофу, — говорил Хук, — так что я долго просто не понимал, насколько Иэн выдающийся исполнитель — просто потому, что голоса его не мог расслышать».
2 октября 1977 года группа вместе с другими манчестерскими коллективами (The Fall, Buzzcocks) приняла участие в сборном прощальном концерте зала Electric Circus (он подлежал сносу); запись всех выступлений осуществляла Virgin Records, которая подготовила из них пластинку «Short Circuit» (выпущена в апреле 1978 года). Warsaw были представлены песней «At A Later Date», в самом начале которой отчётливо слышен выкрик Самнера «Вы все забыли о Рудольфе Гессе!», который по каким-то соображением лейбл не вырезал (по воспоминаниям Самнера, он тогда только что прочёл книгу Юджина Бёрда о Гессе «Самый одинокий человек на свете», которая оказала на него впечатление). Ссылка, вольная или невольная, на Гесса также содержится в песне того же времени «Warsaw», начинающаяся с выкрика «350125 Go!» — данный номер был у камеры тюрьмы Шпандау, где содержался нацистский преступник.
В декабре Warsaw записали в Олдеме свою первую пластинку — мини-альбом «An Ideal For Living». Группа сама оплатила все расходы на запись (5000 фунтов), заказала штамповку дисков и конвертов, и затем собственноручно упаковывала пластинки и рассылала их для рецензий. Тут музыкантов ожидало разочарование, так как качество звука на пришедших с завода пластинках было плохим. Дизайн миньона был поручен Бернарду Самнеру, так как он работал трафаретником в анимационной фирме. Оформление было сделано явно на эпатаж: на обложке был изображён бьющий в барабан гитлерюгендовец; во внутреннем развороте были помещены фотографии немецкого солдата, нацеливающего автомат на ребёнка из гетто. В напечатанный текст были введены немецкие умляуты. Бернард Самнер (Диккен) на обложке стал Бернардом Альбрехтом и был сфотографирован в военной форме. Что касается самих песен, то хаотический шум и крик первой демозаписи уступили место композициям с продуманным ритмом и мелодиями, подкреплёнными короткими, но агрессивными риффами. Это был, по большому счёту, ещё панк-рок, близкий записям Buzzcocks, Wire, The Stranglers, и до подлинного звучания Joy Division было далеко. На пластинке выделялась композиция «No Love Lost», с необычным построением ритма, эффектами эха и переходами звука между каналами. Песня цитирует отрывок из бульварного романа об ужасах Холокоста «Кукольный дом» еврейского писателя Ка-Цетника 1355633; в этой книге также описывается «дивизия развлечений» (англ. joy division), — отдел нацистских концлагерей, где женщин принудительно использовали в качестве секс-рабынь, — это название и выбрал для себя коллектив, во избежание конфликтов с лондонской панк-группой Warsaw Pakt (кроме того, «Warsaw», по признанию музыкантов, изначально было временным названием). «An Ideal For Living» вышел в июне 1978 года и был встречен нелестными рецензиями.
Первую половину 1978 года группа сыграла лишь несколько концертов, им нигде не удавалось играть; с другой стороны, проводя всё время в репетициях, группа оттачивала своё звучание. Весной пришло предложение от местного продюсера записать для RCA Records кавер-версию соул-хита «Keep On Keeping On». Joy Division согласились и подписали контракт, но вместо того, чтобы записать требуемую песню, выучили рифф с неё и использовали его для своей новой песни «Interzone». Кроме того, используя студийное время, группа записала материал на полноценный альбом — 11 песен, представляющие старый репертуар и свежие песни («Transmission», «Shadowplay» др.). «Мы настраивали звук в клубе Mayflower и играли „Transmission“, — вспоминал Хук; — все, кто был в клубе, вдруг остановились и стали слушать. Я удивился: что с ними? И только тогда я понял, что это была наша первая по-настоящему классная песня». К лету того же года у Joy Division полностью сменился репертуар, и половина песен с сессии для RCA Records для группы были уже вчерашним днём. Поэтому, когда записи были смикшированы, и продюсеры — к неудовольствию группы — также наложили синтезаторные эффекты, чтобы разнообразить жёсткое звучание, группа категорически воспротивилась выпуску альбома. Joy Division выкупили контракт с лейблом позже за 1000 фунтов. Песни с этой сессии всплыли на пиратских альбомах в начале 80-х годов, которые с тех пор выходят в разных вариациях и названиях, но c неизменным неверным указанием группы (Warsaw); официально изданы лишь три песни в бокс-сете 1997 года «Heart and Soul».

### Factory Records
1978 год стал переломным в судьбе Joy Division: у группы появился менеджер, выпущены были первые пластинки, прошло первое выступление на телевидении, и появились свой лейбл и продюсер.
В апреле группу увидел Роб Греттон, диск-жокей клуба Rafters, где часто выступали Joy Division. Энтузиазм Греттона о перспективах коллектива вдохновил Самнера, и тот пригласил его на репетиции группы. Вскоре Греттон стал менеджером; его «ситуационистский» стиль будет оказывать ключевое влияние на имидж и эстетику Joy Division и New Order на протяжении двух десятилетий. Первым делом Греттон решил избавиться от шокирующей обложки «An Ideal For Living» и перевыпустить мини-альбом в новом оформлении и в лучшем качестве.
Примерно в то же время, когда состоялось знакомство Греттона и Joy Division, произошла ещё одна судьбоносная встреча. В одном из клубов Иэн Кёртис узнал местного телеведущего и обратился к нему с вопросом, почему тот не предлагает им выступить у него в передаче. Тони Уилсон, ведущий новостной передачи «Granada Reports», к тому времени также приобрёл известность показом выступлений ключевых исполнителей панк-рока (Sex Pistols, Игги Поп, The Jam и др.); он согласился просмотреть группу на предмет приглашения в передачу. В итоге 20 сентября 1978 года Joy Division впервые вышли в телеэфир. Группа была представлена ведущим как «самый интересный саунд в последние шесть месяцев на северо-западе». Joy Division исполнили «Shadowplay». Зрители увидели неподвижно стоящих гитаристов в узких серых галстуках и между ними певца в яркой розовой рубашке. Кёртис медленно начал раскачиваться в такт музыке, постепенно добавляя интенсивности своим ломаным обрывистым движениям, под конец напоминая конвульсии эпилептика.
У Тони Уилсона в это время были планы по открытию своего лейбла; у него уже был свой клуб — Factory I, где выступали группы нового направления, теперь он собирался дать им шанс в мире звукозаписи. Joy Division были приглашены Уилсоном в студию в Рочдейл (предместье Манчестера) в октябре 1978 года на сессию с Мартином Хэннетом. За спиной у Хэннета уже было несколько местных пластинок, но подлинный талант продюсера у него раскрылся именно через сотрудничество с Joy Division. По словам Хэннета, Joy Division «были подарком для продюсера, потому что они ничего не знали и не спорили». Хэннет, любитель даба и гашиша, по словам Уилсона, мог видеть звук; сам Хэннет говорил о создании «звуковых голограм» путём наслоения звуков и ревербераций, и том, что его особенно возбуждают «пустынные площади, обезлюдевшие здания офисов». В студии Хэннет был совершенным тираном: как только музыканты выполняли свои функции, он требовал немедленного их ухода, предпочитая работать над микшированием в одиночку. За две недели до сессии к нему попал прибор AMS «Digital Delay», который позволял программировать искусственную задержку звука. Он вовсю воспользовался этими эффектами при записи Joy Division, однако само их применение было очень тонким: он дублировал звук ударных через доли секунды, почти незаметно. В результате влияния Хэннета саунд коллектива претерпел радикальные изменения в студии. Группа записала две песни «Digital» и «Glass», которые вошли в состав сборника-семплера «A Factory Sample», дебютной пластинки лейбла Factory Records (декабрь 1978). Сборник был оформлен местным дизайнером Питером Сэвиллом; он будет с этого момента вовлечён во все вопросы дизайна в отношении Joy Division (и позже New Order).
После этого, в ноябре 1978 года, группа отправилась в первое турне по Англии (Кентербери, Аксбридж, Рединг, Олтринкэм). 27 декабря состоялось их первое выступление в Лондоне, на котором присутствовали журналисты из столичных музыкальных изданий (в январе 1979 номер журнала «New Musical Express» выйдет с Кёртисом на обложке). На обратном пути в Манчестер, музыканты заметили странное поведение Кёртиса, который стал натягивать на себя спальный мешок, а затем внезапно стал яростно размахивать руками в бессознательном состоянии; также неожиданно приступ закончился. Группа отправилась в близлежащую больницу. Дома Кёртис прошёл обследование у специалиста, который поставил диагноз эпилепсии. Приступам эпилепсии также соседствовали внезапные смены настроения. Друзья Кёртиса признаются, что не знали тогда, как реагировать на эту ситуацию. «Он отчаянно хотел делать вещи, которые ему было нельзя, — говорит Хук. — Он хотел играть в группе, хотел напрячь себя до предела, и это усугубляло его болезнь. Прожекторы вызывали приступы. Ему нравилось ездить на гастроли, но это ухудшало болезнь, так как он очень уставал. Ему нельзя было пить, поздно ложиться спать. Но он хотел именно такой жизни, и болезнь не позволяла ему это делать».

### Unknown Pleasures
В конце января 1979 года группа вновь отправилась в Лондон, на этот раз для записи на радиопередаче Джона Пила на Би-би-си. К группе стали поступать предложения о выпуске пластинок от различных лейблов. Genetic Records предложили 40 тыс. фунтов и пригласили на демонстрационную запись. В марте 1979 года Joy Division записали пять песен для лейбла. По настоянию Греттона, группа не заключила контракт с Genetic, предпочтя подождать, когда Factory Records окончательно встанут на ноги. К тому времени у группы было уже достаточно материала для альбома и синглов. К записи своей первой полноформатной пластинки группа приступила в апреле 1979 года на Strawberry Studios в Стокпорте, предместье Манчестера. Две песни с этих сессий — «Autosuggestion» и «From Safety To Where?» — были отложены для сборника-семплера Earcom 2, вышедшего на лейбле Fast Products в октябре того же года.
Альбом «Unknown Pleasures» вышел в июне 1979 года на Factory Records. Дизайн пластинки был предельно минималистичен, без названия альбома и имени коллектива на лицевой стороне (вместо этого в центре помещён спектр волн излучения пульсаров). Названия песен были помещены во внутреннюю вкладку. Первая сторона пластинки называлась «Снаружи»; вторая — «Внутри», таким образом, предполагая некое путешествие.
Вначале продавался он довольно медленно, продажи возросли лишь после смерти Кёртиса, и то выше 71-го места (в августе 1980 года) альбом так никогда и не поднялся. Тем не менее альбом получил признание в музыкальной прессе и до сих пор включается в списки лучших альбомов. В то время самой группе не нравилось, что их продюсер Мартин Хэннет вытворял с их музыкой, которая на пластинке была совершенно далека от того, как она исполнялась на сцене. При записывании Хэннет добивался полной чистоты звука, не только для индивидуальных инструментов, но и для каждого элемента ударных. «При записи перспективных синглов он заставлял меня играть каждую партию ударных отдельно, чтобы избежать даже малейшего слияния звуков, — вспоминал Стивен Моррис. — Сначала я отбивал бочку, затем барабаны, затем тарелки». Это обесчеловечивающий метод, превращающий человека в производственную машину, добавлял в музыку отстранённость и разъединённость, особенно заметную на «She’s Lost Control», построенную на технократическом[неизвестный термин] лупе. Хэннет использовал прибор «Marshall Time Modulator», с помощью которого нарочно приглушал гитарную агрессию Диккена, и также создавал «еле ощущаемые, но настойчивые звуки, которые, — по словам журналиста Саймона Рейнольдса, — сверкали как привидения в сокровенных глубинах пластинок Joy Division». В результате, песни, знакомые посетителям концертов группы того времени, приобрели пространственное, атмосферное звучание. Что касается пения Кёртиса, то на альбоме он трансформировал свою агрессию в умело управляемый баритон.
После записи альбома интенсивность выступлений Joy Division возросла, они теперь стали регулярно проводиться почти каждую неделю вплоть до самого конца группы.
27 августа группа выступила на Лейском поп-фестивале, а 8 сентября — на фестивале «Футурама» в Лидсе.
В сентябре 1979 года группа выступила по национальному телеканалу Би-би-си на передаче «Something Else» и исполнила «She’s Lost Control» и «Transmission». На телевидение поступили звонки от зрителей, смущённых увиденным, а именно выступлением Кёртиса, решив, что он был под воздействием наркотиков. На концертах грань между хореографией Кёртиса и его болезнью стиралась, почти намеренно самим Кёртисом: даже его коллеги не всегда были уверены, был ли это танец или настоящий приступ.
«Transmission» стал первым синглом Joy Division. Выйдя в октябре 1979, пластинка не попала в хит-парад, но была положительно встречена музыкальной прессой.
Октябрь и ноябрь были проведены в турне по Британии вместе с Buzzcocks. 16 октября группа даёт первый концерт за рубежом: в брюссельском клубе «Plan K», выступая вместе с Уильямом Берроузом. Именно в нём Кёртис знакомится с местной журналисткой Анник Оноре, которая вскоре станет его любовницей. 26 ноября Joy Division вновь появились в радиостудии Би-би-си для записи на передаче Джона Пила, где представили свою новейшую песню «Love Will Tear Us Apart».

### Closer
Вторую половину января 1980 года Joy Division провели в гастролях по Европе: концерты прошли в Бельгии, Нидерландах, ФРГ и Западном Берлине. В марте вышел второй сингл группы «Licht und Blindheit» с песнями «Atmosphere» и «Dead Souls». Пластинка была оформлена с текстом Жана-Пьерра Турмеля и картиной Жана-Франсуа Жамуля и фотографией Антона Корбейна. С тиражом в 1578 экз. и изданный исключительно во Франции на маленьком лейбле Sordide Sentimental, сингл прошёл почти незамеченным в Великобритании.
Во второй половине марта группа приступила к записи своего второго альбома — Closer — и нового сингла «Love Will Tear Us Apart». Записи проходили в Лондоне в Britannia Row Studios. По словам Хэннета, альбом для него «был самым мистическим, непроницаемым, кабалистическим, запертым в своём таинственном мире». С музыкальной точки зрения альбом был более экспериментальным, чем «Unknown Pleasures»; целые композиции строились вокруг ритма, а не мелодии; синтезатор стал использоваться в качестве ведущего инструмента, нежели аппарата спецэффектов, как ранее. «Closer, казалось, был подчинён фатальности с самого начала, — писал журнал Rolling Stone. — Альбом тянет вас вниз, согласно своей собственной гравитации и логике, начиная с поражающего сценария „Atrocity Exhibition“ до агрессивной „Twenty Four Hours“, в которой Кёртис бросает последний взгляд на угасающий ландшафт существования, — но это ещё не финал, — далее он берёт нас на леденящий ритуал похоронной процессии („The Eternal“) и, наконец, в сладкозвучную „Decades“ — самое сердце потерянного рая, где голос Кёртиса звучит безмерно печально, как Синатра».
Плоды этой сессии Кёртису не суждено было увидеть: сингл и альбом вышли в середине лета 1980 года, после его смерти. Когда дизайнер Питер Сэвилл узнал о самоубийстве, он позвонил Тони Уилсону, будучи в замешательстве по поводу подготовленной им в печать обложки альбома — на лицевой стороне был изображён склеп с итальянского кладбища. Оба осознали возможную интерпретацию продукта, как коммерциализации смерти, тем не менее альбом вышел в запланированном оформлении. «Love Will Tear Us Apart» дошёл до 13-го места, в то время как Closer занял 6-е место. Обе пластинки получили повсеместно положительные отзывы. По словам Дэвида Нолана, для британской музыкальной прессы это была долгожданная кульминация постпанка, когда, наконец, нашёлся тот, «кто действительно имел в виду то, о чём пел».

### Смерть Кёртиса

Иэн Кёртис во время выступления Joy Division (1980)

Весной 1980 года перед Joy Division открывались перспективы, казалось, что группа была перед большим прорывом: были записаны новый альбом, сингл, который должен был стать хитом, запланированы гастроли по Америке и затем Европе. «Наша популярность возрастала, мы писали всё больше новых песен и мы получали от всего этого удовольствие, — говорит Хук. — Мы были очень счастливы. Не считая болезнь Иэна, конечно». Внутри группы напряжение, связанное с ухудшающимся состоянием здоровья Иэна Кёртиса, росло. Через три дня после записи альбома группа отправилась в Лондон, где должна была выступить три вечера подряд в клубе Moonlight. 4 апреля перед концертом в Moonlight группа выступила в клубе Finsbury Park Rainbow в качестве разогревающей группы для The Stranglers. Там у Кёртиса случился приступ эпилепсии прямо на сцене. Музыканты вынесли певца в гримёрку, где ждали окончания приступа, после чего поехали в Moonlight, где у Кёртиса на пятом номере вновь произошёл приступ. Несмотря на это, группа вновь продолжила выступления на следующий день. Оглядываясь назад, окружающие Кёртиса соглашаются, что Кёртису нужно было дать отдых. 7 апреля Кёртис предпринял попытку самоубийства, приняв чрезмерную дозу фенобарбитона, но так как смерть не наступила, он, испугавшись, что будет отравлен мозг, признался жене и был доставлен в больницу. Парадоксально, но уже 8 апреля группа опять была на сцене — в клубе Derby Hall в Бери, предместье Манчестера. Группа отыграла три номера, и стало ясно, что Кёртис физически не может продолжить выступление. Он покинул сцену, и место у микрофона поочерёдно занимали певцы из Crispy Ambulance, A Certain Ratio и Section 25, попытавшиеся продолжить выступление с остальными музыкантами Joy Division. Однако публика не приняла эту замену и стала протестовать, что в конечном итоге вылилось в беспорядки и драку с участием музыкантов и рабочих сцены. Некоторые из последующих концертов в итоге пришлось полностью отменить по причине состояния здоровья Кёртиса. 2 мая состоялся концерт в Бирмингеме, оказавшийся для группы последним. На нём состоялась премьера новой песни «Ceremony» — в студии она ещё не была записана с Кёртисом. Запись концерта вошла в альбом Still (1981). Далее группа отправилась в Graveyard Studios в Прествиче, где помимо «Ceremony» работала над композицией «In A Lonely Place», по странному совпадению повествующей о казни через повешение (запись «Ceremony» с этой последней репетиции была официально выпущена в бокс-сете «Heart And Soul» в 1997 году, а две полные версии «In A Lonely Place» вышли в 2011 году). На 19 мая были назначен вылет в Нью-Йорк.
Диккен пытался понять, что происходило с Кёртисом. После попытки самоубийства Диккен прямо спросил того, было ли это криком о помощи, на что Кёртис ответил: «Нет, это не было криком о помощи. Я точно знал, что я делал… Я недостаточно много принял таблеток». Выяснилось, что Кёртис не хотел больше концертов из-за своей болезни, так как не хотел подводить группу, и вообще подумывал об уходе из коллектива. В итоге Кёртис согласился, что по окончании запланированных турне группа на год прервёт концертную деятельность и займётся работой исключительно в студии. В это время отношения Кёртиса с его женой Деборой ухудшились, в частности из-за отношений Кёртиса с бельгийкой Анник Оноре. У Кёртиса к тому времени был ребёнок, и жена требовала развод. Сам он в это время жил у друзей — сначала у Бернарда Диккена и затем у Тони Уилсона, продолжал посещать психиатрическую лечебницу.
Вечером 17 мая Хук подвозил Кёртиса домой в Мэклсфилд. «Тот последний вечер остался в моей памяти навсегда. В своем стареньком Ягуаре Mk X я подбросил его к дому родителей. Иэн был возбужден и взволнован: через два дня мы вылетали в своё первое американское турне. Кто знает, что было бы… Слава масштабов U2? Может быть, какой-то свет вспыхнул бы в его жизни?…» — Питер Хук.. Дома Кёртис просмотрел по телевизору в одиночестве фильм Вернера Херцога «Строшек» о человеке, уехавшем в поисках счастья в Америку и покончившем там с собой. По признанию Дженезиса Пи-Орриджа, лидера группы Throbbing Gristle, Кёртис позвонил ему в тот вечер и напугал его. «Я тут же позвонил разным людям в Манчестере и сказал, что судя по всему, Иэн собирается покончить с собой, — говорит Пи-Орридж. — Но меня подняли на смех, сказав, что Иэн всегда депрессивен и суицидален и ничего тут не поделаешь. Они уверили меня, что всё нормально и что я просто паникую». Ранним утром Кёртис повесился в кухне, используя канат от сушилки белья. Когда Дебора Кёртис пришла домой, она вначале не сразу поняла, что произошло, и спросила его, что он делает. Лишь когда неестественная поза и тишина дошли до неё, она осознала, что случилось. Рядом на проигрывателе крутилась пластинка Игги Попа The Idiot. Певец оставил предсмертную записку.
Тело Кёртиса было кремировано 23 мая, из музыкантов пришёл на похороны только Стивен Моррис. Мартин Хэннет особенно тяжело перенёс смерть певца и до конца жизни не мог оправиться от неё. Музыкальная пресса Британии живо откликнулась на смерть и вышедший следом новый альбом. «От Иэна Кёртиса исходила зачарованная непреложная тайна… — писал журнал Sounds. — Волшебно сплетал он слова, оправлял в чистейшее серебро фразы и целые сценарии, которые запоминались и имели смысл … его смерть была поэтически красивой .. этот человек переживал за тебя, он умер за тебя». По этому поводу журналист Melody Maker Паоло Хьюит спустя десятилетия отмечал, что «множество музыкальных критиков очень бурно отреагировали на Кёртиса потому, что он был человеком книжной культуры. Они по-настоящему проникались тем, как он выстраивал слова, это была та культура, которую они понимали и знали».

### Распад Joy Division
Через неделю после смерти Кёртиса Самнер, Хук и Моррис встретились в пабе обсудить, что им делать дальше. По словам Самнера, у музыкантов не было и мысли всё бросить, им нравилось то, чем они занимались, и для них было вполне естественным продолжать начатый курс. Ещё при Кёртисе коллектив решил, что если один из них уйдёт или будет не в состоянии выступать, то Joy Division больше не будет. Уже через два месяца музыканты дали концерт, без имени и без явного лидера. Впоследствии музыканты переименовали группу в «New Order», и лидером стал Бернард Самнер. Отправной точкой карьеры New Order стали две последние песни, написанные Кёртисом: «Ceremony» и «In A Lonely Place»; все остальные песни Joy Division — по решению музыкантов — были исключены из репертуара. Стиль New Order эволюционировал от постпанка к электронно-танцевальным жанрам.

## Состав

### Основной состав
- Иэн Кёртис — вокал, гитара, клавишные, мелодика (1976—1980; умер в 1980)
- Бернард Самнер — гитара, клавишные, бэк-вокал (1976—1980)
- Питер Хук — бас-гитара, бэк-вокал (1976—1980)
- Стивен Моррис — ударные, перкуссия (1977—1980)

### Другие участники
- Терри Мейсон — ударные (1976—1977)
- Тони Табак — ударные (1977)
- Стив Бразердейл — ударные (1977)

## Наследие
Несмотря на значительно недолгую музыкальную карьеру, Joy Division оказали огромное влияние и получили широкое признание со стороны критиков. Джон Буш из AllMusic утверждал, что Joy Division «стали первой группой в постпанк-движении, сделав акцент не на гневе и энергии, а на настроении и самовыражении, указывая на рост меланхоличной альтернативной музыки в 80-х».
Мрачное и печальное звучание коллектива, описанное Мартином Хэннетом в 1979 году как «танцевальная музыка с нотками готики», сыграло важную роль в формировании жанра готик-рок. «Joy Division — это два музыкальных альбома. Всё остальное — коммерция» — такими словами определил наследие группы дизайнер Питер Сэвилл. Тем не менее помимо этих двух альбомов у Joy Division оставалась масса записанного материала — изданного и неизданного. Эта задача была решена двумя компиляциями: Still (1981), на котором собраны неизданные студийные дорожки, а также последний концерт; собрание же ранее выпущенного (на синглах и разных сборниках) вышло на «Substance» (1988). В конце 1980-х гг. вышли записи с сессий на передаче Джона Пила. Позже в 1997 году вышел бокс-сет «Heart And Soul», включивший весь официально изданный к тому времени студийный материал, а также впервые выпущенные редкие песни, студийные дубли и концертные записи. С тех пор вышло несколько концертных альбомов, а в 2007 году три альбома («Unknown Pleasures», «Closer», «Still») вышли в коллекционном издании — каждый с дополнительным диском концертных выступлений.
После смерти Кёртиса песни Joy Division (если не считать «Ceremony» и «In A Lonely Place») были перезаписаны в студии лишь однажды: на радиопередаче Джона Пила в 1998 году, когда New Order сняли табу на исполнение песен Joy Division и записали «Atmosphere», «Isolation» и «Heart And Soul». 20 января 2006 года в Манчестере New Order дали концерт, состоящий исключительно из песен Joy Division.
У Joy Division было два видеоклипа. «Love Will Tear Us Apart» был снят за три недели до смерти Кёртиса в репетиционной студии группы. «Atmosphere» был поставлен Антоном Корбейном в 1988 году. Два телевыступления и несколько любительских видеосъёмок с концертов были разбросаны по двум видеосборникам: «Here Are The Young Men» (1982) и «Susbstance» (1988; подготовлен, но официально не вышел).
В 2002 году на экраны вышел художественный фильм «Круглосуточные тусовщики» Майкла Уинтерботтома, сюжетно построенный вокруг возникновения и краха Factory Records. Joy Division было уделено основное внимание в первой части фильма. Фигуре Кёртиса и Joy Division был полностью посвящён новый художественный фильм «Контроль» Антона Корбейна (2007), поставленный по мемуарам Деборы Кёртис «Touching From a Distance» (1994). Следом вышел документальный фильм «Joy Division» (2008), снятый Грантом Джи при участии Самнера, Хука, Морриса, Уилсона, Сэвилла, Мейсона, Пи-Орриджа и др.
Песни Joy Division записывали такие исполнители, как Грейс Джонс («She’s Lost Control»), Пол Янг, Swans («Love Will Tear Us Apart», 1984 и 1988 соответственно), Nine Inch Nails («Dead Souls», 1994), Therapy? («Isolation», 1994), Моби («New Dawn Fades», 1994), Low («Transmission», 1996), The Killers («Shadowplay», 2007), Radiohead («Ceremony»), Squarepusher, Hot Chip, Последние танки в Париже («Transmission»), Worm Is Green, Nouvelle Vague. Некоторые исполняли кавер-версии только на концертах (U2, The Cure, Дэйв Гаан). Кроме этого, было выпущено несколько сборников-посвящений.

## Стиль и эстетика
Наряду с Siouxsie and the Banshees и The Cure являются одними из ведущих коллективов постпанка. Joy Division были одними из первых, «кто делал упор не на ненависть и энергию, а на настроение и экспрессию, расчищая дорогу меланхолической альтернативной музыке 1980-х годов». Их музыка стремительно прогрессировала, от примитивного прямолинейного панк-рока к более рафинированному, пространственному и глубокому звучанию с мрачными, обречёнными песнями-видениями. «В то время как панк-рок шокировал мир в конце 70-х, — пишет энциклопедия Allmusic.com, — тихая буря музыки Joy Division, заключённая в сдержанности и эмоциональной силе, оказалась не менее важной для независимой музыки». Просуществовав лишь около трёх лет и выпустив два альбома, группа распалась в 1980 году после самоубийства вокалиста и автора песен Иэна Кёртиса. Оставшиеся участники Joy Division несколько месяцев спустя образовали группу New Order, которую ожидал коммерческий успех.
К музыке Joy Division часто применяют эпитеты «депрессивная», «мрачная», «призрачная», «готическая», и находят причины такого настроения музыки в факте географического происхождения группы (предместья Манчестера) и личности Иэна Кёртиса. К 1970-м годам Манчестер — первый промышленный город мира — одним из первых вошёл в постиндустриальную эру. Бывшие двигателями экономики страны, текстильные фабрики, заводы были частично закрыты, переведены, в результате чего промышленные анклавы, изначально беспорядочно разбросанные среди жилых массивов, стали вымирать. Поколение Joy Division выросло в угнетающе мрачных и перенаселённых кирпичных домах, с которыми соседствовали опустевшие заводские цеха, заколоченные ангары, брошенные железнодорожные пути, дымовые трубы, каналы с чёрной водой, посреди чего всё чаще вырастали новые дома-высотки. Журналист «New Musical Express» Джон Сэвидж коротко описал свои впечатления от Манчестера того времени как «запредельно мрачные». Пустынная и безжизненная атмосфера города, усиливаемая апокалиптическими образами книг Джеймса Балларда, стала ключевой в творчестве Joy Division. Что касается Кёртиса, то, по словам его жены, он был всегда настроен на несчастливость, всегда был одержим острым любопытством к страданиям, ужасу и жестокости, его также глубоко занимала Германия (так, на его свадьбе играл национальный гимн Германии); при этом, несмотря на отсылки к истории национал-социалистической Германии, члены группы всегда категорически отвергали обвинения в неонацизме. Кёртис вдохновлялся такими писателями как Уильям Берроуз (Joy Division выступали вместе с ним), Дж. Баллард, Лавкрафт, Филип Дик. У Бернарда Самнера своё объяснение «мрака» музыки Joy Division. «Я вырос на Нижнебротонской улице: река Ирвел всего в 100 ярдах, и от неё шла вонь. В конце улицы был громадный химический завод: повсюду валялись баки с химикатами… В 1960-е райсовет решил, что это был нездоровый квартал, и его снесли, мы переехали в новостройки… У меня в жизни было ещё несколько тяжёлых моментов… Там, где я раньше жил, остались мои самые счастливые воспоминания. Для меня Joy Division означали смерть моего квартала и моего детства… Когда после школы я устроился на работу, пришёл новый шок: работа каждый день, каждую неделю, каждый год с несколькими неделями отдыха. Ужас такой работы сковывал меня. Поэтому музыка Joy Division это также и смерть оптимизма и юности для меня». Питер Хук отмечает, что как только работа в студии или на репетициях заканчивалась, музыканты шли расслабляться в пабы или играть в футбол. В день смерти Кёртиса он и Диккен должны были кататься на водных лыжах.
Вокруг Joy Division и их музыки сложился мифологический ореол таинственности, вызванный непрозрачной поэзией Кёртиса и замкнутостью от посторонних глаз: группа редко давала интервью (особенно после конфуза с журналом «Sounds»); такая позиция культивировалась менеджером Робом Греттоном. Это стало удобной почвой для журналистов в их упражнениях в собственных интерпретациях и видениях группы. Преждевременная смерть Кёртиса живо нашла аналогии с эстетикой романтизма. Такие журналисты как Джон Сэвидж и Пол Морлей довольно часто писали о Joy Division, помещая их в иерархию своего эстетического мировоззрения. По своему признанию Морлей сделал карьеру на написании статей о Joy Division (в 2007 году вышло собрание всех его эссе о группе). В какой-то степени, коллектив сам выбрал такую стезю, написав эпитафию на своей первой пластинке («An Ideal For Living»): «Это не концептуальный мини-альбом, это загадка». Визуально Joy Division представлены почти исключительно в чёрно-белой фотографии (основные фотографы были Кевин Камминс, Филипп Карли и Антон Корбейн). Отстранённость подчёркивалась минималистским дизайном пластинок. Джону Пилу в Joy Division виделось что-то континентальное: «Я думаю о них всегда как о романтиках, интроспективных и несколько русских… я читал где-то, что такой тип самоанализа классифицируется как русский. И всегда, когда слышу их музыку, я ощущаю себя в какой-то мере центрально-европейски». Тони Уилсон представил Joy Division в 1979 году на телевидении как «готическую» группу.
Что касается стиля музыки Joy Division, то коллектив является одним из основных представителей постпанка. Отличительным свойством группы была бас-гитара Питера Хука, которая вела мелодию на высоких октавах. Благодаря Мартину Хэннету у Joy Division выработался «пространственный» саунд, в котором делался акцент на кристально-чистую запись ударных, в то же время завуалируя агрессивные аккорды лидер-гитары и размытые электро-звуковые эффекты. Со временем музыканты стали всё более активно задействовать синтезаторы. Лирика представляла собой персонализированные видения, без каких-либо конкретных повествовательных историй: обычно это были слепки какого-то ощущения, обрывки ситуации. Тексты группы не следовали по определённой логической цепочке и были похожи на поэтический «поток сознания». Автором текстов всех песен был Кёртис, и хотя музыку он не писал (и сам лишь изредка играл на ритм-гитаре), он задавал направление. По словам Хука, на репетициях он часто схватывал интересные мелодии и риффы, играемые Самнером и Хуком. «Он уловил „24 Hours“, „Insight“, „She’s Lost Control“… Если бы он не вслушивался, мы бы сыграли их раз и больше не повторили». Обычно группа наигрывала риффы, отрывки мелодий, а Кёртис пытался уловить мелодию и подобрать слова; как правило, у него было много написанных текстов, которые подтачивались под складывающуюся мелодию.
Стиль Joy Division оказал большое влияние на дальнейшее развитие постпанка и альтернативной рок-музыки, их влияние указывалось в работах таких исполнителей как Crispy Ambulance, The Cure, The Sisters of Mercy, Front 242, Dead Can Dance, Clan of Xymox, Radiohead, Editors, Swans.

## Дискография

### Альбомы
За время существования Joy Division вышли только два их альбома: «Unknown Pleasures» и «Closer», причём второй был официально выпущен уже после смерти Кёртиса.
| Год  | Название                           | Примечания |
| ---- | ---------------------------------- | --- |
| 1979 | Unknown Pleasures                  | Студийный альбом; в 2007 переиздан в составе двух дисков (второй диск: концерт 13.07.1979)                                                                |
| 1980 | Closer                             | Студийный альбом; в 2007 переиздан в составе двух дисков (второй диск: концерт 08.02.1980)                                                                |
| 1981 | Still                              | Сборник неизданных ранее песен, а также запись последнего концерта (02.05.1980); в 2007 переиздан в составе двух дисков (второй диск: концерт 20.02.1980) |
| 1988 | Substance                          | Собрание всех вышедших в 1978—80 гг. песен, не включённых в студийные альбомы                                                                             |
| 1990 | The Peel Sessions                  | Сборник 2 радиовыступлений 1979 г., ранее вышедших на мини-альбомах в 1986 и 1987 гг.                                                                     |
| 1995 | Permanent                          | Сборник |
| 1997 | Heart And Soul                     | Полное собрание работ группы, включая неизданные студийные дубли и концертные записи (4 диска)                                                            |
| 1999 | Preston 28 February 1980           | Неизданная ранее официально запись концерта (28.02.80) |
| 2000 | The Complete BBC Recordings        | Дополненное издание «The Peel Sessions» (включает телевыступления и интервью)                                                                             |
| 2001 | Les Bains Douches 18 December 1979 | Неизданная ранее официально запись концерта (18.12.79) |
| 2001 | Fractured Box Set                  | Собрание: Preston 28 February 1980, Les Bains Douches 18 December 1979                                                                                    |
| 2004 | Re-Fractured Box Set               | Собрание: Preston 28 February 1980, Les Bains Douches 18 December 1979 + диск с записью концерта в Амстердаме (01.11.80)                                  |

### Мини-альбомы
| Год  | Название            | Примечания                                          |
| ---- | ------------------- | --------------------------------------------------- |
| 1978 | An Ideal For Living | Издан в формате двух 10-дюймовых пластинок          |
| 1986 | The Peel Sessions   | Запись радиовыступления на передаче Пила (31.01.79) |
| 1987 | The Peel Sessions   | Запись радиовыступления на передаче Пила (26.11.79) |

### Синглы
| Год  | Название                                                                     | Примечания                                                                                   |
| ---- | ---------------------------------------------------------------------------- | -------------------------------------------------------------------------------------------- |
| 1979 | Transmission / Novelty                                                       |                                                                                              |
| 1980 | Licht und Blindheit                                                          | Содержит песни «Atmosphere» и «Dead Souls». Вышел во Франции                                 |
| 1980 | The Komakino / Incubation / As You Said                                      | Издан в формате гибкой пластинки                                                             |
| 1980 | Love Will Tear Us Apart / These Days / Love Will Tear Us Apart (2nd version) |                                                                                              |
| 1980 | She’s Lost Control / Atmosphere                                              | Вышел в США                                                                                  |
| 1980 | Atmosphere / She’s Lost Control                                              |                                                                                              |
| 1988 | Atmosphere / The Only Mistake                                                |                                                                                              |
| 1995 | Love Will Tear Us Apart '95                                                  | Содержит песни «These Days» и «Transmission», а также новый ремикс «Love Will Tear Us Apart» |

## Фильмография
| Год  | Название               | Примечания |
| ---- | ---------------------- | --- |
| 1982 | Here Are the Young Men | Официальные клипы, концертные записи (октябрь 1979, январь 1980 г.)                                             |
| 1988 | Substance              | Сборник концертных записей, телевыступлений, а также видеоклипов. Подготовлен к выпуску, но официально не издан |
| 2007 | Control                | Документально-художественный фильм о группе.                                                                    |